# Volkswagen Taigo
Volkswagen Taigo (ранее Volkswagen Nivus) - компактный кроссовер немецкого автоконцерна Volkswagen, находящийся в производстве с мая 2020 года в Бразилии и с июля 2021 года в Южной Америке.

## Описание
Автомобиль Volkswagen Taigo впервые был представлен 28 мая 2020 года в Бразилии под названием Volkswagen Nivus. За его основу был взят седан Volkswagen Polo Mk6. Кроме Бразилии, автомобиль также производится в Испании.
С 28 июля 2021 года автомобиль Volkswagen Taigo производится в Европе.

## Технические характеристики
| Бензиновые двигатели внутреннего сгорания | Бензиновые двигатели внутреннего сгорания | Бензиновые двигатели внутреннего сгорания | Бензиновые двигатели внутреннего сгорания | Бензиновые двигатели внутреннего сгорания | Бензиновые двигатели внутреннего сгорания | Бензиновые двигатели внутреннего сгорания |
| Модель                                    | Объём                                     | Серия                                     | Мощность                                  | Крутящий момент                           | Трансмиссия                               | Продажи                                   |
| ----------------------------------------- | ----------------------------------------- | ----------------------------------------- | ----------------------------------------- | ----------------------------------------- | ----------------------------------------- | ----------------------------------------- |
| 1.0 TSI 95                                | 999 cм3 (I3)                              | EA211                                     | 95 л. с.                                  | 175 Н*м                                   | 5-скор. МКПП                              | Европа                                    |
| 1.0 TSI 110                               | 999 cм3 (I3)                              | EA211                                     | 110 л. с.                                 | 200 Н*м                                   | 6-скор. МКПП 7-скор. DSG                  | Европа                                    |
| 1.0 200 TSI                               | 999 cм3 (I3)                              | EA211                                     | 118 л. с.                                 | 200 Н*м                                   | 6-скор. АКПП                              | Южная Америка                             |
| 1.0 200 TSI                               | 999 cм3 (I3)                              | EA211                                     | 130 л. с. (этанол)                        | 200 Н*м                                   | 6-скор. АКПП                              | Южная Америка                             |
| 1.5 TSI 150                               | 1498 cм3 (I4)                             |                                           | 150 л. с.                                 | 250 Н*м                                   | 6-скор. АКПП 7-скор. DSG                  | Европа                                    |

## Продажи
| Год  | Бразилия | Аргентина | Европа |
| ---- | -------- | --------- | ------ |
| 2020 | 16242    | 1149      |        |
| 2021 | 36669    | 5459      | 1688   |

## Галерея

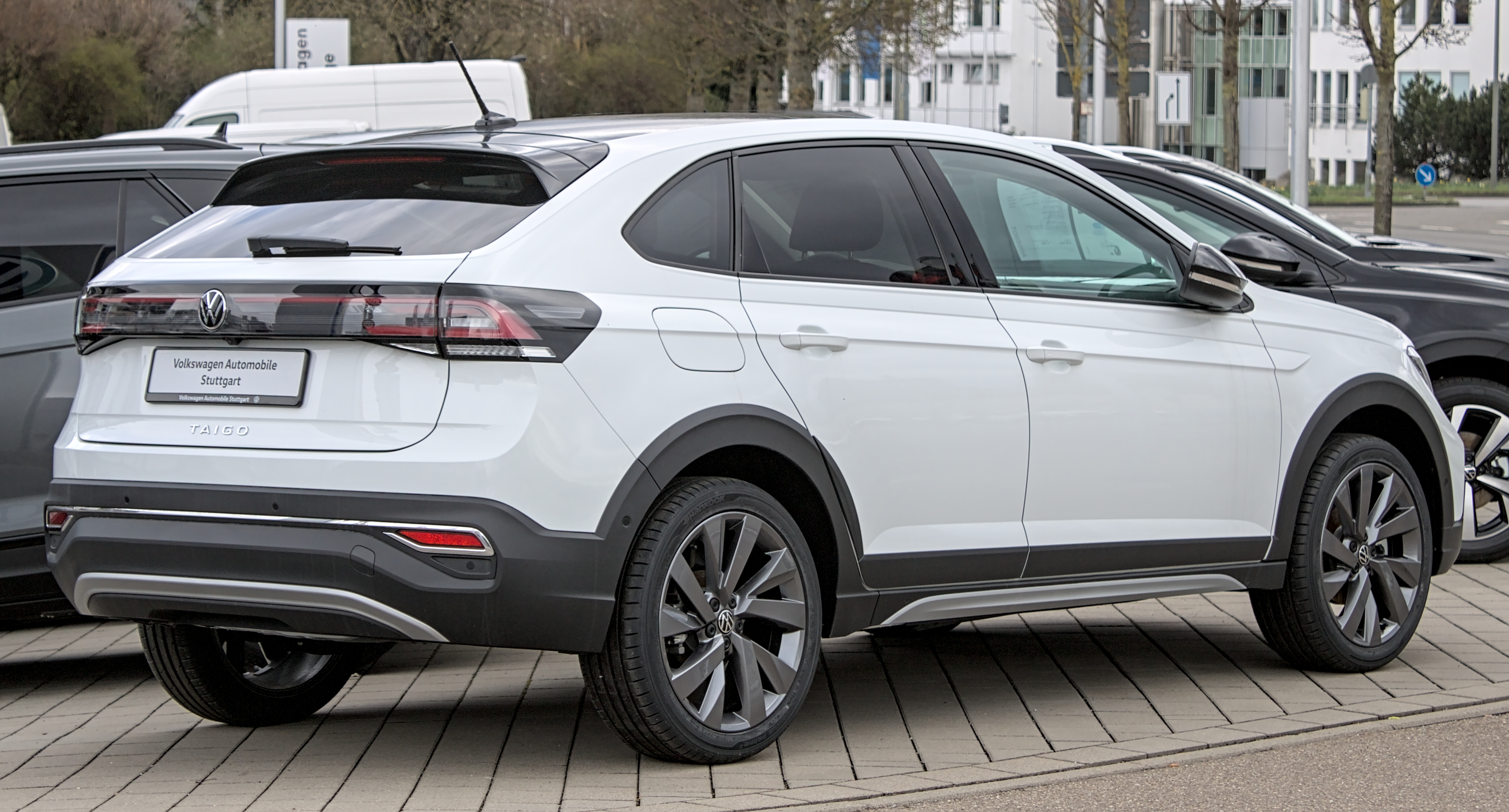
Volkswagen Taigo (вид сзади)
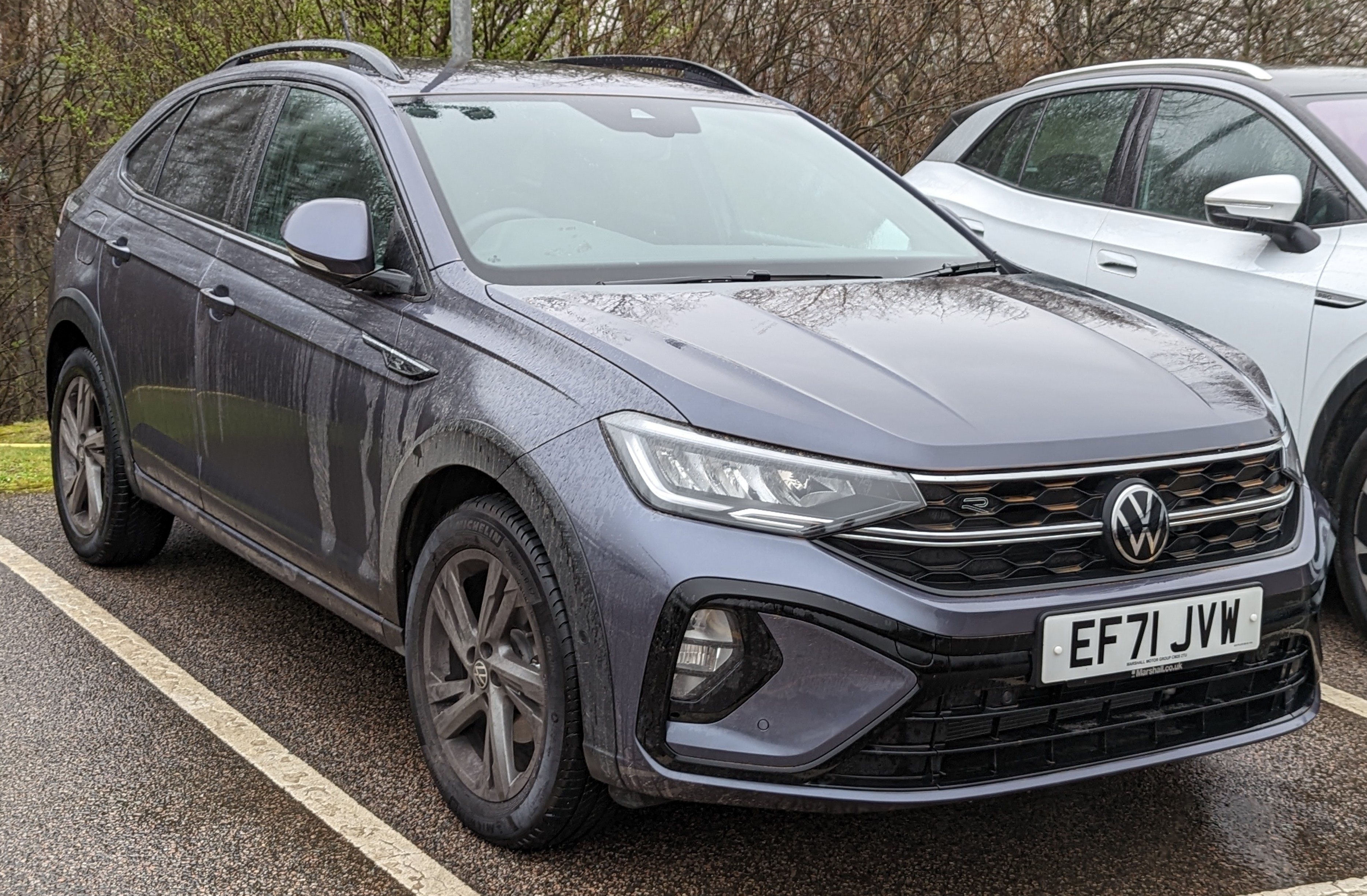
Volkswagen Taigo R-Line (вид спереди)
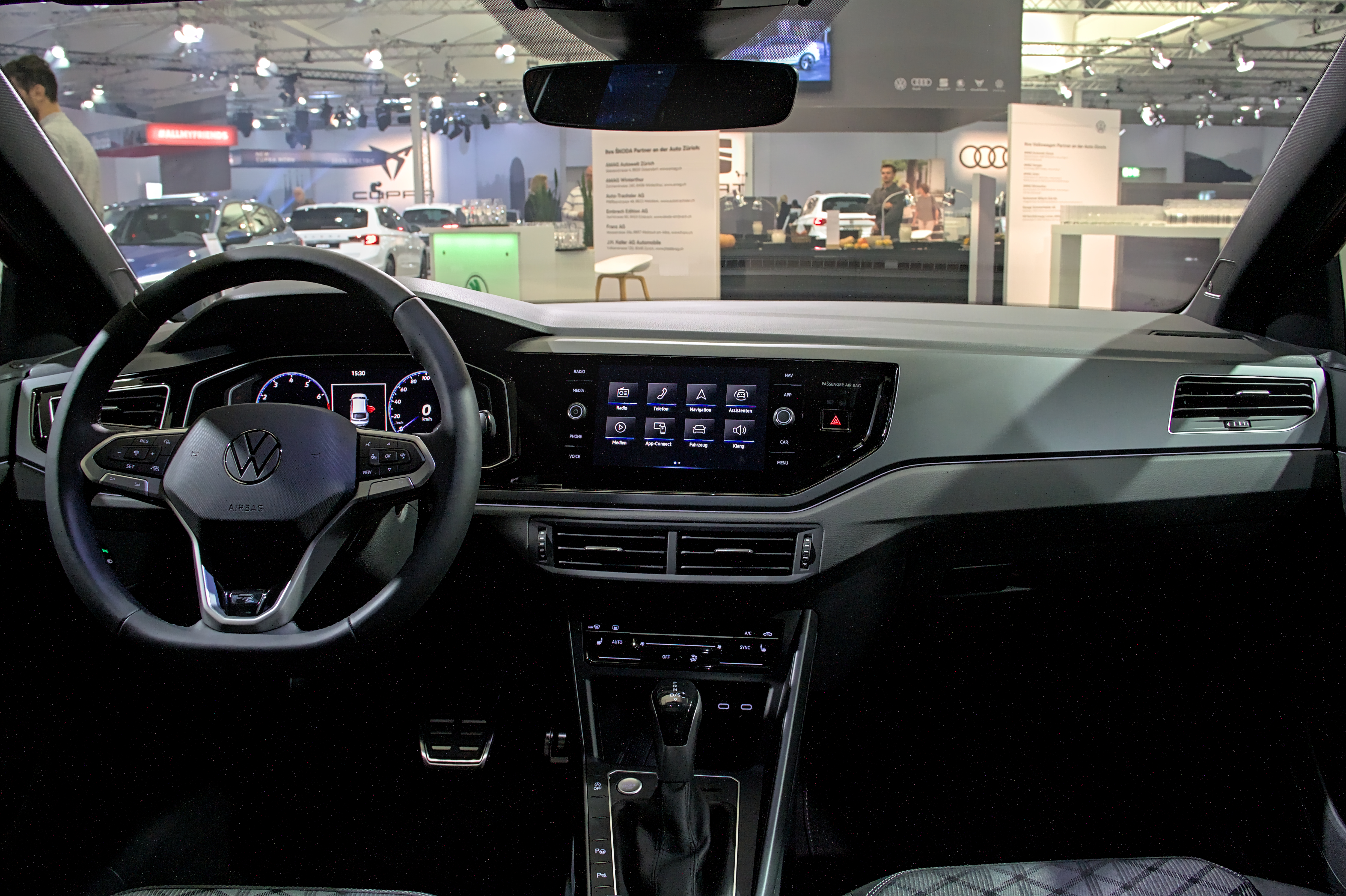
Место водителя Volkswagen Taigo
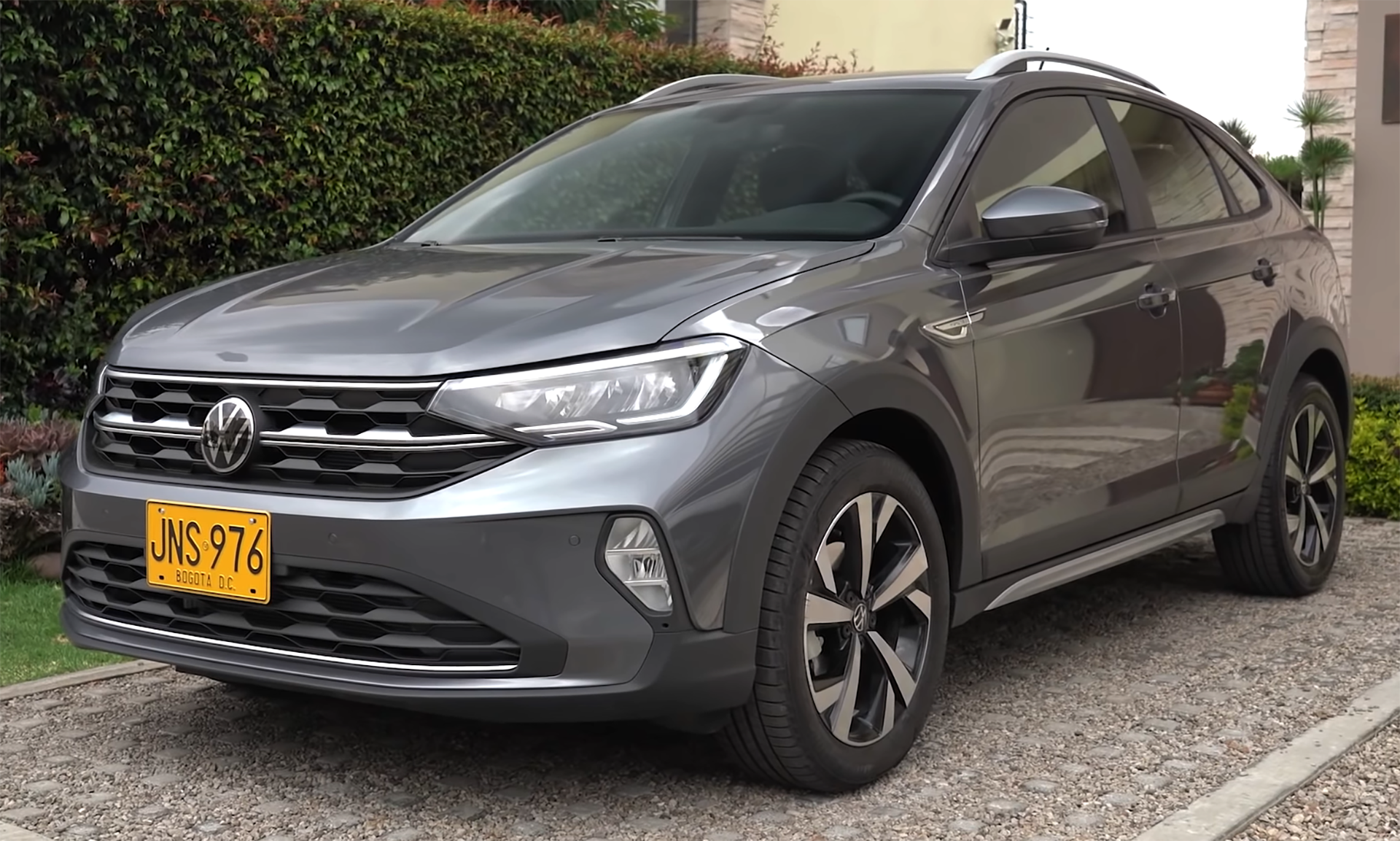
Volkswagen Nivus Highline
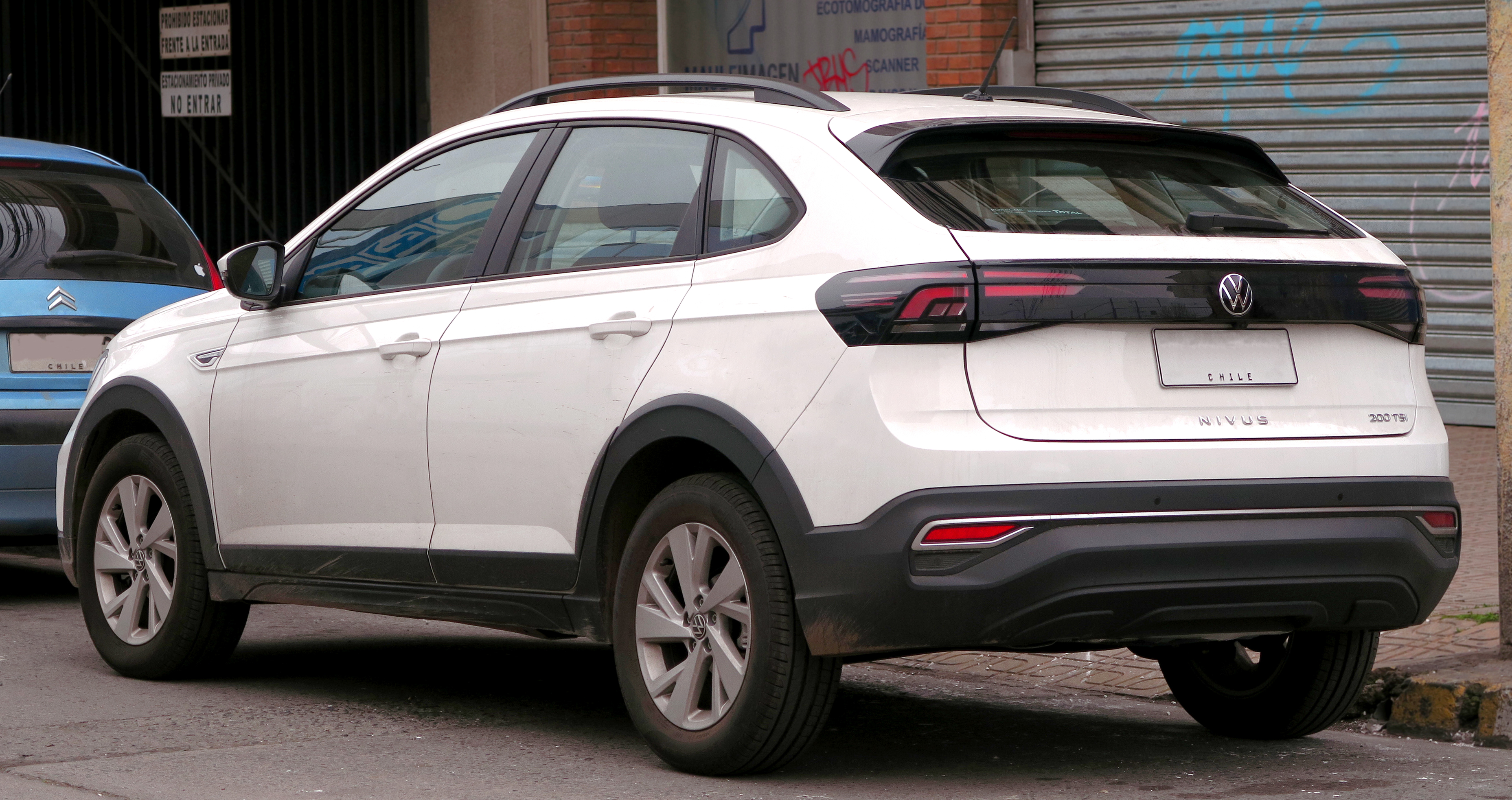
Volkswagen Nivus Comfortline
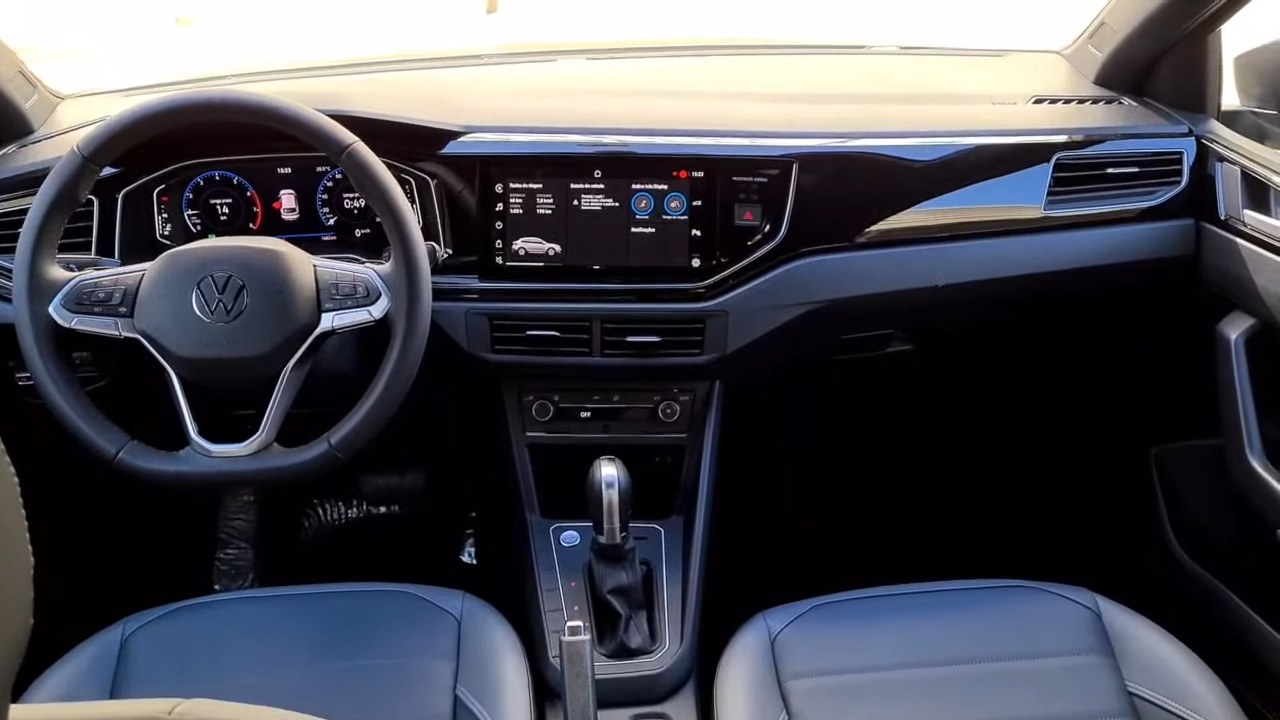
Место водителя Volkswagen Nivus Highline